# 太田光代
太田 光代（おおた みつよ、1964年7月6日 - ）は、日本の芸能プロモーター、タレント。芸能事務所・タイタン代表取締役社長。
夫は爆笑問題の太田光。かつては旧姓の松永 光代として、タレント活動をしていた。
東京都世田谷区生まれ、府中市育ち。血液型はB型。

## 経歴
名前は浅香光代に由来する。
府中市立住吉小学校、府中市立府中第八中学校を経て都内の私立高校に推薦入学し、その後卒業。
高校卒業後、高校時代にもらっていたモデル事務所の名刺を見つけ、面接を受けて合格。同モデル事務所に所属し、グラビアやキャンペーンガールなどのモデル活動を始めた他、バラエティ番組『アッコにおまかせ!』（TBS）のアシスタントも経験。バラエティ番組『鶴ちゃんのプッツン5』（日本テレビ）のコンテスト企画に出演したのがきっかけで、太田プロダクションにスカウトされる。
太田プロ時代は、楠田枝里子などのものまねでお笑い芸人として活動するものの、本来は女優が志望であり悩んでいたという。太田プロの同期には爆笑問題のほか、松村邦洋、春一番らがいた。
1989年に行った爆笑問題との合同コントの打ち合わせをきっかけに、太田光と交際・同棲を開始し、1990年9月26日に結婚した。この年、爆笑問題は太田プロを離脱し独立したが、この独立は円満なものでなかったために仕事が全くない状況が続き、田中裕二と共にアルバイトやパチンコ・パチスロで生活費を稼ぐ苦しい日々を送った。1993年に芸能事務所・タイタンを設立した。
光代の営業努力や、爆笑問題の実力が実を結び、事務所の経営は軌道に乗り、長井秀和、日本エレキテル連合などのお笑いタレントを輩出した。2004年1月から弁護士で後に大阪府知事・大阪市長となる橋下徹を所属タレント・顧問弁護士として所属させた。橋下は市長退任後、再度タイタンに復帰している。
2003年に阿佐谷にハーブ専門店「ウィッチムーン」、2007年にフラワーショップ「a Flower of Grassアリエル」、その後ペットグッズショップも開店するなど、芸能活動以外の事業も展開している。
2015年7月29日に、武蔵国 府中大使に任命された。2020年9月に紺綬褒章を受章した。
2022年現在は、阿佐ヶ谷の5LDKの一軒家で、太田と自身の母、猫2匹と暮らしている。

## 人物

### 子供時代
未婚の母のもとに生まれ育つ。実父は長崎県壱岐島出身で、母は離れていった父に対抗するような宗教を選び、産まれて直ぐに入信させたという。自らを元宗教2世としており、「宗教が嫌いな刹那な人」であると発言している。1歳半の頃に先天性股関節脱臼であることが判明し、国立小児病院(現・国立成育医療研究センター)に入院。手術後両脚にギプスをつけ、治療やリハビリを経て1967年に3歳半で退院したが、物心つく前から入院生活だったため、入院中は病院を自宅と勘違いしていた。
生命保険のセールスレディとして働く母と「沢浩二」の名で演歌歌手をする叔父と、世田谷区の明大前駅近くの風呂なし2Kの自宅で暮らし始めた(しばらくして、ようやく両脚のギプスが外された)。
6歳の頃に母の再婚を機に府中市の都営団地に転居し、1971年に小学校に入学。先述の脚の病気の影響で、医者から運動や体育の授業は止められた。将来お嫁さんになった時のことを考えて、小学4年生の頃に料理教室に通った。

### 中学、高校時代
中学入学後、医師から運動の許可が降りたことを機に体操部に入部。また、1年生の終わり頃に、友達と興味本位で日本テレビ音楽学院(現・日テレ学院)に通い始めた。中学時代に学校に内緒で食品メーカーでバイトしたが、後日学校にバレて母親が呼び出されたことがある。
高校2年の頃家庭内のことで母親と折り合いが悪くなり、一人で色々考えたいとの思いから9月のある日誰にも告げずに長野県まで一人旅に出た。11月に自宅に戻ったが、家出と勘違いした母親に警察に捜索願が出されており、本人は退学も覚悟したが1ヵ月間の停学だけで済んだ。
停学を解かれた直後に家を出ることを決意し、不動産屋で“両親の許可を得ています”と誤魔化して四畳半一間のアパートを借りた。親から怒られたが一人暮らしを始め、学費を含めて一切の援助を止められたため、その後は喫茶店のバイトを2軒掛持ちして生活費を稼いだ。このため授業中は寝てしまうことが多かったが、留年もなく何とか無事に高校を卒業した。

### 仕事
無名時代から爆笑問題を支え、事務所社長として手腕を振るう。爆笑問題が干されていた時期は、どちらも下戸である太田・田中に代わって、お笑い番組のディレクターやプロデューサーを積極的に接待し、「爆笑問題の漫才を見てやってください!」と土下座するなど、熱心に営業活動をしていた。
太田や田中からは「社長」「みっちゃん」と呼ばれている。太田からは「好きなアイドル」として「妻のみっちゃん」と挙げられるほどベタ惚れされており、「将来夫婦漫才をやるために『タイタン』を設立した」とも公言されている。
税務署員に珍しがられるほど税務申告に積極的な姿勢を示しており、太田からは「うちの社長が税務署大好き」「ずーっと税務署の人がやってるチェックを、そばについて『これも多分、ダメですよね』とか。うちの社長は不思議と、税金を納めることに生きがいを感じてる」と評されている。上記のように夫光の無名時代、苦労時代から支えただけに光も頭が上がらないとされており、光の芸風にも厳しくSNSで「人の体型や容姿を過剰にネタにしないように厳しく言ってある」という趣旨の発言をしたことがある。

### 趣味・趣向
『オールスター100人ビンゴクイズ』に出場(1992年3月25日)。同番組にはキリングセンスも出場している。しかしながら初戦で敗退。好きな俳優は加藤剛。
大のギャンブル好きで、特にパチンコ好き。フジテレビ721の『天才のパチンコ』に番組中期からほぼ毎回出場し、コメンテーターもした。かつて、爆笑問題が干されていた時期、太田・田中、そして光代の生活資金は、田中のコンビニ店員としてのバイトの稼ぎと、光代のパチンコとパチスロの稼ぎだった。パチスロの機械を買って練習していたほどで、月に何十万も稼いでいた。一方、太田はアルバイトを全くせず（太田本人が計算が出来ないためにコンビニ等の店員は出来ず、愛想も悪く接客業もできず、体力にも自信がないため肉体労働のアルバイトもダメだったため）、ゲームばかりして遊ぶ日々が続いていたという。
嫌いな食べ物はイクラ・いかの塩辛・白子・アンコウの肝である。

### 役職
- タイタン（芸能プロダクション）代表取締役
- トリトン（店舗経営）代表取締役
- アバンテーベ（通信・配信事業）代表取締役
- コンテンツリーグ（レーベル）取締役
- Lewis　代表取締役
- ファニーパンドラ（映画制作）代表取締役

## 出演

### テレビ番組
- アッコにおまかせ!（TBSテレビ）初代アシスタント
- 魔女たちの22時（日本テレビ）
- おもいッきりDON!（日本テレビ、2009年10月8日）スペシャルゲスト
- たけしのニッポンのミカタ!（テレビ東京、2009年9月4日）ゲスト
- しゃべくり007（日本テレビ、2010年7月5日）
- 踊る!さんま御殿!!（日本テレビ）
  - 2008年9月23日は、スペシャル版として夫と夫婦出演。
  - 2010年6月1日は、「良妻・悪妻特集」で単独出演。
- はなまるマーケット（TBSテレビ、2010年11月16日）ゲスト
- ホンマでっか!?TV（フジテレビ、2010年11月17日）ゲスト
- 土曜スペシャル（テレビ東京、2011年1月15日）旅人
- やりすぎコージー（テレビ東京、2011年2月16日）ゲスト
- サンデージャポン（TBSテレビ）不定期
- 有吉ジャポン（TBSテレビ）レギュラーコメンテーター

### ドキュメンタリー・教養番組
- ヒューマンドキュメンタリー「太田光代 “爆笑”を売る法則」（NHK総合、2010年9月27日）
- 「仕事学のすすめ」（NHK Eテレ、2012年10月）

### 映画
- DOOR II　TOKYO DIARY （1990年）-  結婚式の司会者 役
- バカヤロー!4 YOU! お前のことだよ 第一話「泊ったら最後」（1991年）
- 未来の想い出 Last Christmas （1992年） 金江銀子（工藤静香）OL時代の友人 役

## 著書
- 爆笑!夫婦問題（幻冬舎文庫、2004年）
- 爆笑太田さんちのごはん問題（ソニーマガジンズ、2004年）
- これでスッキリ!ハーブの心療内科（疲れてうんざりしたときは、ハーブで元気になってみない?）（しょういん、2006年）
- 奥さまは社長　爆笑問題・太田光と私（文春文庫、2010年）
- 私が「にんぎょひめ」だったころ（集英社インターナショナル、2010年）
- 女子社長の優雅で過激な毎日 「爆笑問題と私」の未来はどうなる?（大和書房、2012年）
- 独走（キノブックス、2014年）
  - 朝日新聞家庭面で連載エッセイ『オトナになった女子たちへ』（益田ミリ、湊かなえとの三交代）収録。